# Music2titan

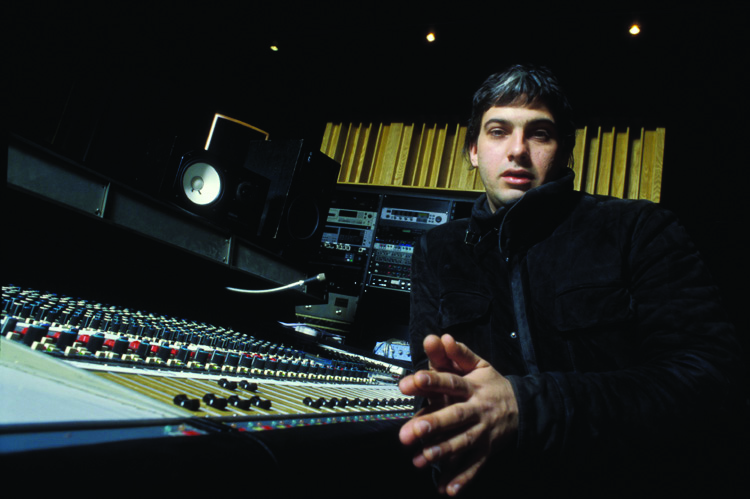
Juliana Civange.

Music2titan és el nom donat a 4 temes musicals compostos pels músics francesos Julien Civange i Louis que es van col·locar a bord de la sonda Huygens de l'ESA a l'octubre de 1997. "Hot Time", "Bald James Deans", "Lalala" i "No Love" van arribar a Tità el gener de 2005 després de 7 anys i 4 bilions de quilòmetres de recorregut.
La seva vocació és la d'enfortir la missió Cassini-Huygens de l'ESA i la NASA cap a Saturn i Tità amb l'objectiu de deixar rastre de la nostra humanitat al desconegut i crear consciència sobre aquesta aventura. Les quatre cançons van arribar a Tità el gener de 2005 després de 7 anys i 4 bilions de quilòmetres de recorregut.

## Cançons
Dissenyades com una banda sonora de pel·lícula, cada cançó correspon a una etapa especial de la missió.
- Lalala: construït al voltant de 3 acords de base de rock, aquesta cançó correspon a abans del començament de la missió, la realització de la sonda espacial en una atmosfera que és alhora ingènua i seriosa a la vegada. Els homes i dones de l'Agència Espacial en bates, com “Playmobils”, van construir la Huygens en hangars gegants.
- Bald James Dean: aquesta cançó és dramàticament tensa, que evoca la separació de les sondes espacials Cassini i Huygens, que es va dur a terme per Nadal abans del descens de Huygens cap a Tità, on arribà el 14 de gener de 2005.
- Hot Time: aquesta peça és més semblant a l'espai urbà, sinó també el que correspon a l'exploració de Tità.
- No Love: això correspon al final de la missió, una calma després de tants anys de treball. També és una mica trist que planteja les qüestions relacionades amb la conquesta i l'èxode espacial: “What will we export there? Our dustbins, our fast-food, our knowledge, Wall Street, Che Guevara, the Mona Lisa, Bart Simpson…?” (JC)a".